# Hideyuki Imakura
Hideyuki Imakura (født 3. juni 1972) er en tidligere japansk fodboldspiller.
Han har spillet for flere forskellige klubber i sin karriere, herunder Urawa Reds.